# Trèo cây lớn
Trèo cây lớn, tên khoa học Sitta magna, là một loài chim trong họ Sittidae. Chúng được tìm thấy ở Trung Quốc, Myanmar, và Thái Lan.

## Phân loài
- S. m. magna Ramsay, 1876
- S. m. ligea Deignan, 1938